# Scyphostelma serpyllifolium
Scyphostelma serpyllifolium är en oleanderväxtart som först beskrevs av Carl Sigismund Kunth, och fick sitt nu gällande namn av Liede och Meve. Scyphostelma serpyllifolium ingår i släktet Scyphostelma och familjen oleanderväxter. Inga underarter finns listade i Catalogue of Life.